# Habitatge al carrer Montsalvatge, 21 (Olot)
L'Habitatge al carrer Montsalvatge, 21 és una casa noucentista d'Olot (Garrotxa) inclosa a l'Inventari del Patrimoni Arquitectònic de Catalunya.

## Descripció
És una casa de planta rectangular, voltada de jardí, que conté una torre quadrada a l'angle nord-est. L'edifici disposa de planta baixa, pis i golfes. Té teulat, de teula plana, a quatre aigües, decorat amb pinacles i gàrgoles de terracota que representen caps d'aus i fullatges estilitzats, que se sosté mitjançant bigues de fusta que es projecten cap a l'exterior. Els baixos disposen de porta descentrada feta de ferro i vidre -decorada mab motius de flors i fulles- i finestres als costats. Cal destacar la gran tribuna que dona als jardins de la façana oest.

## Història
A començaments del nostre segle, a Olot convivien el Modernisme i el Noucentisme. Aquest darrer, amb les seves diferents corrents i contradiccions, tindrà la seva puntual aplicació a la capital de la Garrotxa. L'ala més típica i normativa es trobà representada pel Grup Escolar Malagrida i la Biblioteca Popular de la Mancomunitat (avui desapareguda). Una altra corrent noucentista s'entroncà amb l'arquitectura europea del moment i fou representada per l'arquitecte Rafael Masó i Valentí. Hi havia un tercer grup que accentuà els aspectes eclèctics, historicistes i, fins i tot, acadèmics.